# Église presbytérienne coréenne en Amérique
La Korean Presbyterian Church in America (KPCA - Église presbytérienne coréenne en Amérique) est une église presbytérienne des États-Unis surtout présente parmi les Coréano-Américains. Elle fut fondée en 1976 par l'union de trois paroisses d'immigrants coréens affiliés à la Presbyterian Church of Korea (Hap Dong Chung Tong). Actuellement, l'Église travaille beaucoup avec la mission de l'Église presbytérienne (États-Unis) auprès des coréens du Japon. Elle rassemble environ 30 000 fidèles dans plus de 260 paroisses.